# 過埤路
過埤路（Guopi Rd.）為高雄市鳳山區的東西向道路，西起於溪濱路、溪濱一街口銜接南華一路，東止於過埤路2巷口銜接大寮區六和路，編號市道188號，為台88線東西向快速公路高雄潮州線的橋下平面道路，也是頂新特區的主要道路之一。

## 行經行政區域
- 鳳山區

## 沿線設施
（由西至東）
- 台88線鳳山交流道
- 鳳頂高爾夫練習場
- 台電南區施工處過埤辦公室
- 高雄市鳳山區過埤國民小學
- 7-ELEVEN鳳埤門市
- 萊爾富鳳山高鳳店

## 相關連結
- 高雄市主要道路列表